# Taurus PT 640
A Pistola PT 640 Police é uma arma de fogo semiautomática de fabricação brasileira, produzida pelas Forjas Taurus S.A., com sede no estado do Rio Grande do Sul, Brasil.
Foi adotada por diversas instituições policiais brasileiras, em especial as Polícias Militar, Civil e Científica de São Paulo, para porte pessoal e operacional dos seus agentes.
A PT 640 é, atualmente, a menor e mais leve pistola  fabricada para as polícias estaduais brasileiras (devido, principalmente, a sua armação feita em polímero). Considerada uma versão menor da popular Taurus PT 24/7, a Taurus PT 640 pode utilizar os mesmos carregadores de sua "irmã maior" (o contrário é impossível devido ao tamanho dos carregadores da PT 640).  Assim como a PT 24/7, também existe uma versão civil para a PT 640, com a adição de trava de gatilho e a PT 640 PRO, que tem ação simples e dupla.
Possui trava de segurança do percussor, indicador de cartucho na câmara e acabamento teniferizado.